# What's Going On (노래)
〈What's Going On〉은 1971년 모타운의 자회사인 타믈라에서 발매된 미국의 소울 뮤지션 마빈 게이가 부른 노래이다. 원래 레날도 벤슨에 의해 목격된 경찰의 잔혹행위에 영감을 받은 이 노래는 벤슨, 알 클리블랜드, 마빈 게이에 의해 작곡되었고 마빈 게이가 프로듀싱했다. 이 노래는 게이의 모타운 사운드에서 좀 더 개인적인 자료로 떠나는 것을 의미했다. 이후 5주 동안 핫 소울 싱글 차트 1위를 차지했고 빌보드 핫 100에서 2위를 차지한 이 곡은 2백만 장 이상 팔리며 게이의 지금까지 두 번째로 성공적인 모타운 곡이 되었다.